# Luz Rello Sánchez
Luz Rello Sánchez, (Madrid, 1984), és una investigadora espanyola, doctora per la Universitat Pompeu Fabra. El 2013 es va convertir en la primera espanyola a rebre el premi European Young Researchers' Award (EYRA) (Premi per a joves investigadors europeus) atorgat per l'associació Euroscience pel seu treball al camp de la dislèxia.

## Trajectòria
Rello Sánchez va realitzar els seus estudis universitaris en Lingüística a la Universitat Complutense de Madrid, on es va graduar amb honors. Posteriorment va realitzar estudis de mestratge internacional en Processament del Llenguatge Natural i Tecnologies del Llenguatge Humà, un programa conjunt de la Universitat de Franche -Compté, a França, la Universitat de l'Algarve, a Portugal, la Universitat of Wolverhampton, a Anglaterra i la Universitat Autònoma de Barcelona, on es va graduar novament amb honors.
El març del 2011 va començar els seus estudis de doctorat a la Universitat Pompeu Fabra, a Barcelona, des d'on duu a terme les seves investigacions dins del Departament de Tecnologies de la Informació i les Comunicacions. Va llegir la seva tesi sobre DysWebxiaa model for people with dyslexia, el 2014 a aquesta universitat.

## Projectes
Change Dyslexia
Luz Rello crea el 2015 l'empresa social Change Dyslexia per posar en pràctica més de 6 anys de recerca per mitjà d'una organització independent que té com a objectiu principal la reducció global de les taxes d'abandonament escolar degudes a la dislèxia. La dislèxia és normalment un trastorn ocult i escassament tractat, malgrat la seva elevada prevalença, estimada entre el 7% i el 10% de la població.
DysWebxia
El treball de doctorat de Rello Sánchez se centra en la dislèxia i el desenvolupament d'un model que faciliti l'accés a Internet a les persones que pateixen aquesta dificultat d'aprenentatge; el model de treball es diu DysWebxia i es basa en dues premisses: en l'estructura de la pàgina web a partir del seu llenguatge de programació, i en el contingut, específicament en el desenvolupament del text, ja que les aplicacions actuals que faciliten el accés a Internet a persones amb dislèxia només modifiquen el disseny de les pàgines o del lloc web, però no el contingut.
El model ja ha estat integrat en dues aplicacions, una directament en línia al facilitador text 4 all dyswebxia, el qual adapta una pàgina web normal a una accessible per a persones amb dislèxia, i una altra al programari lector de textos IDEAL Group Reader, el qual permet a les persones amb dislèxia accedir a textos adaptats per a ells a través de text o d'àudio.
Dyseggxia
Rello Sánchez és cofundadora d'una companyia startup anomenada Cookie Cloud, amb la qual ha desenvolupat un joc amb exercicis de text orientat a nens amb dislèxia. El joc ofereix tres nivells de dificultat i cadascun compta amb cinc tipus diferents d'exercicis: inserció, omissió, substitució, derivació i separació de frases.
El joc és ofert de forma gratuïta per als sistemes operatius iOS i Android. Encara que la versió original del mateix va ser desenvolupada en espanyol, Rello Sánchez i els seus col · legues estan desenvolupant una versió en anglès i una altra en català.

## Premis i reconeixements
Durant la trajectòria acadèmica, Rello Sánchez ha obtingut més d'una desena de premis, beques i reconeixements; alguns són:
- Premi a l'Excel·lència Acadèmica de la Comunitat de Madrid 2007-2008[cal citació]
- Premi als millors estudiants de llicenciatura de la Universitat Complutense de Madrid 2007[cal citació]
- Premi a la millor estudiant de mestratge 2008 - 2010[cal citació]
- Beca de doctorat de la Generalitat de Catalunya 2011-2014[cal citació]
- Beca Google Anita Borg 2011.[10]
- Beca Santander per a Joves Professors i Investigadors 2012
- El 2013, Rello Sánchez va ser guardonada amb l'European Young Researchers' Award (EYRA) (Premi per a joves investigadors europeus), el qual atorga l'organització Euroscience,[11] una associació independent de promoció i foment científic i tecnològic a Europa, pel seu treball de recerca a l'àrea de ciències de la computació i accessibilitat per a persones amb dislèxia.[5]
- Premi de la Fundació Princsa Girona Social 2016.[12]
- El 2018 va rebre el Premi Mujeres a Seguir.[13]

L'any 2022 Luz Rello Sánchez fou la protagonista del Projecte Dones de Ciència de la Universitat Polítècnica de València i de Las Naves, de l'Ajuntament de València, el mural està situat a l'IES Almussafes i és obra del Duo Amazonas.

## Vida personal
La motivació de Rello Sánchez per dedicar-se al treball de dislèxia es va originar en la seva experiència personal, ja que ella mateixa va patir aquesta dificultat d'aprenentatge durant la seva infantesa. Va decidir confessar-ho al professor Ricardo Baeza-Yates, qui la va impulsar a fer els estudis de doctorat i qui es convertiria en el seu supervisor en el mateix.
Rello Sánchez ha descrit la seva experiència amb la malaltia com a molt difícil i ha reconegut que en aquella època no va imaginar mai que acabaria estudiant un doctorat i menys, que acabaria l'escola primària:
Rello Sánchez també ha escrit contes i articles d'índole literari i una obra de teatre anomenada "Blancanieves y te sacarán los ojos", la qual va ser posada en escena al teatre madrileny Pablo Iglesias, el desembre de 2005. Així mateix, li agrada dissenyar ambigrames, dels quals n'ha fet més d'una centena.